# Antoni Sesé i Artaso
Antoni Sesé i Artaso (Broto, Osca, 1895 - Barcelona, 5 de maig de 1937) fou un dirigent comunista català.
S'afilià a la Federació Comunista Catalanobalear (FCCB) del Partido Comunista de España (PCE). Quan la FCCB trencà amb el PCE, continuà en la primera quan es va incorporar al Bloc Obrer i Camperol, si bé la seva defensa de les tesis del PCE i de la Tercera Internacional provocaren la seva expulsió l'octubre del 1931. Participà llavors en la reconstitució del PCE al Principat, que va prendre el nom de Partit Comunista de Catalunya (PCC). Fou el representant del PCC a l'Aliança Obrera (1934). El 1936 s'incorporà amb el seu partit en el Partit Socialista Unificat de Catalunya (PSUC). Fou secretari general de la Unió General de Treballadors (UGT) de Catalunya. El 1937 publicà Els homes de la UGT. En el decurs dels fets de maig de 1937 a Barcelona va rebre el nomenament de conseller de la Generalitat de Catalunya, però fou assassinat quan es dirigia la presa de possessió. Com a homenatge s'editaren els seus discursos en el recull Nuestra situación política actual (1937). Estava casat amb la mestra i pedagoga navarresa Elisa Úriz Pi.